# Schleiden (Aldenhoven)
Schleiden ist seit 1972 ein westlicher Ortsteil von Aldenhoven im Kreis Düren in Nordrhein-Westfalen zwischen Aldenhoven-Mitte und Alsdorf-Hoengen.

## Geschichte

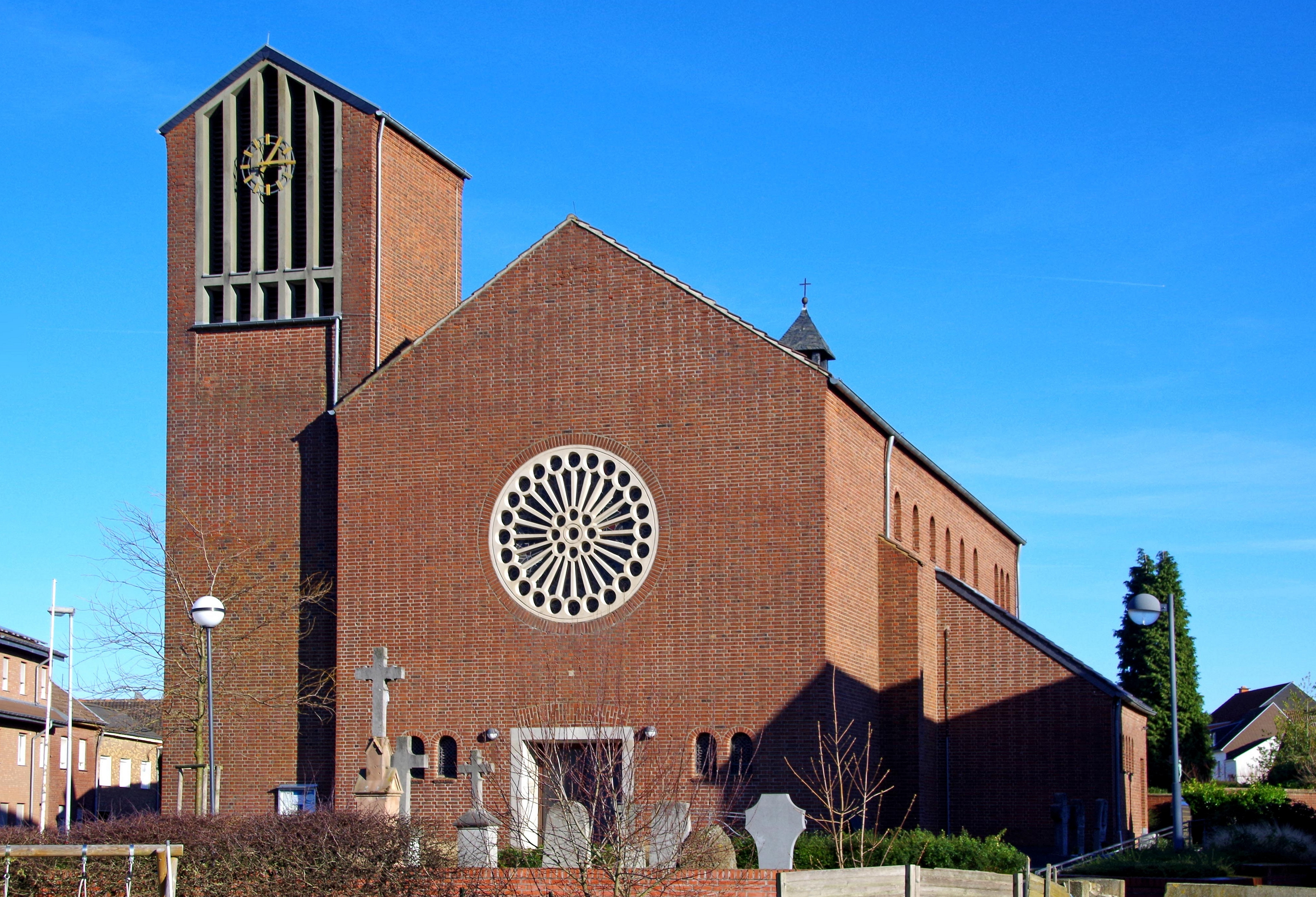
St. Nikolaus (Schleiden), Südwestansicht

Schleiden, das rund zwei Kilometer westlich von Aldenhoven entfernt liegt, wurde 997 erstmals urkundlich unter dem Namen „Leidon“ erwähnt. Aus dem Jahr 1836 gibt es eine recht sichere Statistik, dass Schleiden rund 582 Einwohner hatte.
Im Jahr 1862 wurde in Schleiden die Pfarrkirche St. Nikolaus errichtet, die während der Bombennacht vom 30. auf den 31. August 1943 wie auch viele andere Gebäude zerstört wurde. Im Jahr 1952 entstand eine neue Kirche, die abermals dem heiligen Nikolaus geweiht wurde. Zudem verfügt Schleiden über einen Kindergarten, einen Sportplatz, einen Friedhof und eine kleine Kläranlage am „Hoengener Fließ“. Wo dieses Fließ die Hauptstraße „Siersdorfer Straße“ kreuzt, steht ein Denkmal.
Am 1. Januar 1972 wurde Schleiden nach Aldenhoven eingemeindet.
Aus Schleiden stammt die Mitgründerin der Missionsschwestern vom Kostbaren Blut, Schwester Maria Paula Emunds.

### Wappen
| Wappen der früheren Gemeinde Schleiden | Blasonierung: „In Schwarz ein silbern (weiß) und rot geschachter Schrägbalken, oben und unten begleitet von je drei goldenen (gelben) Äpfeln.“ |
| Wappen der früheren Gemeinde Schleiden | Wappenbegründung: Das Wappen wurde 1962 vom nordrhein-westfälischen Innenminister verliehen. Die sechs Äpfel weisen auf den Patron der Pfarrkirche, den heiligen Nikolaus, hin. Der Schrägbalken ist das Zeichen des Ordens der Zisterzienser. Dieser Orden begründete vor rund 900 Jahren den heute noch in Schleiden bestehenden, wenn auch nicht mehr in ihrer Hand befindlichen Nonnenhof. |

## Verkehr
Auch hatte Schleiden bis 1980 einen eigenen Bahnhof an der Bahnstrecke Aachen Nord–Jülich. Dieser Bahnhof war ein kleiner Durchgangsbahnhof mit zwei Umfahrgleisen ohne großes Güteraufkommen. Er hatte ein Empfangsgebäude, das nach der Stilllegung umgebaut wurde und sich heute in Privatbesitz befindet.
Im Busverkehr wird Schleiden von den AVV-Linien 71 der ASEAG und 220 der Rurtalbus bedient. Bis zum 31. Dezember 2019 wurde die Linie 220 vom BVR Busverkehr Rheinland betrieben. Zusätzlich verkehrt zu bestimmten Zeiten ein Anruf-Sammel-Taxi der Rurtalbus. An Schultagen verkehren zudem die Schulbuslinien 274 und 275. 
| Linie | Betreiber | Verlauf |
| ----- | --------- | --- |
| 71    | ASEAG     | Geilenkirchen Bf – Waurichen – Beggendorf – Baesweiler – Setterich – Siersdorf – Schleiden – Aldenhoven |
| 220   | Rurtalbus | Aachen Bushof – Ludwig Forum – Talbot – Mariadorf – Hoengen – (Bettendorf – Siersdorf –) Schleiden – Aldenhoven – Neubourheim – Jülich Walramplatz – Neues Rathaus – Bahnhof/ZOB – (Krankenhaus – Solar Campus –) (Forschungszentrum Bf RTB ←) Forschungszentrum Jülich |
| 274   | Rurtalbus | (Verstärkerfahrten) Barmen Haus Overbach – Aldenhoven / Jülich / Linnich / Titz |
| 275   | Rurtalbus | (Verstärkerfahrten) Schulen Aldenhoven |
| AST   | Rurtalbus | AnrufSammelTaxi: Mo–Fr abends, Sa nachmittags/abends, So Jülich Bf/ZOB – Jülich Innenstadt – Kirchberg – Bourheim – Engelsdorf – Aldenhoven – Niedermerz – Schleiden – Siersdorf – Dürboslar – Freialdenhoven                                                           |